# 皮然卡區

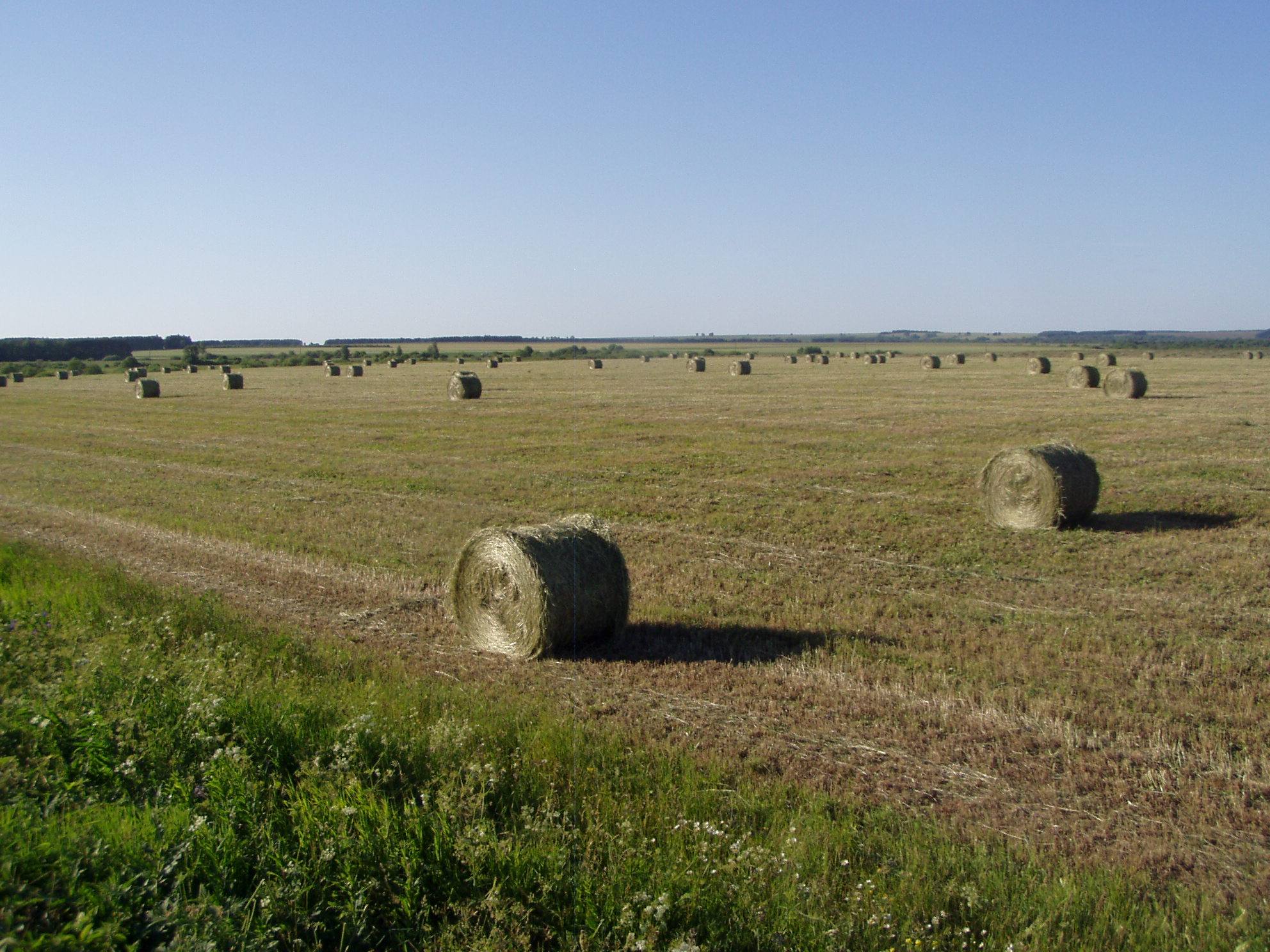

57°27′32″N 48°32′05″E / 57.45889°N 48.53472°E
皮然卡區（俄语：Пижанский район），是俄羅斯的一個區，位於該國西部，由基洛夫州負責管轄，面積1,160.2平方公里，2010年該地區人口11,242，人口密度每平方公里9.69人。